# ۲-اکریل‌آمیدو-۲-متیل‌پروپان سولفونیک اسید
۲-اکریل‌آمیدو-۲-متیل‌پروپان سولفونیک اسید (به انگلیسی: 2-Acrylamido-2-methylpropane sulfonic acid) یک ترکیب شیمیایی است. شکل ظاهری این ترکیب، پودر بلورین سفید است.